# 六十三军抗日阵亡将士公墓
六十三军抗日阵亡将士公墓，位于中国广东省韶关市新丰县回龙镇，为新丰县的一个县级文物保护单位，类型为近现代重要史迹及代表性建筑，公布时间为1984年12月15日。
六十三军抗日阵亡将士公墓建于1941年。